# 特里科·怀特
特里科·雷沙德·怀特（1990年3月7日—）為美國男子籃球運動員，場上位置為得分后卫。

## 高中生涯
怀特就讀位於田納西州孟菲斯的克雷格蒙特高中。十一年級時場均為22分、7籃板、3助攻、3抄截，收下由田納西州作家協會（Tennessee Writers Association）票選的田納西州年度第一隊殊榮，並擠進由五名球員組成的孟菲斯商业呼声报年度最佳球員決選名單。
2007年11月，怀特口頭承諾就讀密西西比大学。
十二年級時在球隊擁有得分、整體命中率、三分球命中率、罰球命中率與抄截方面最佳數據，獲評為AAA級別田納西州籃球先生、14-AAA區（District 14-AAA）例行賽與錦標賽MVP以及當地錦標賽第一隊榮譽。

## 大學生涯
效力密西西比大学兩年總計攻下955分，場均為14.5分與4個籃板。代替傷兵克里斯·沃倫（Chris Warren）接下控球后卫責任出賽东南联盟繳出18.4分的表現，獲選東南聯盟年度新人王。2009年夏天代表美國征戰在紐西蘭舉辦的U19世青男籃賽並帶走金牌。大二場均挹注15.1分與4.6個籃板幫助球隊繳出24勝11敗的戰績，拿下東南聯盟龍頭與全國邀請賽最後四強門票。
2010年4月，怀特宣布投入NBA選秀。然而最初並未聘請經紀人，只要在5月8日以前退出選秀仍能繼續效力密西西比大學。5月6日，怀特決定聘請經紀人不退出選秀。

## 職業生涯
2010年6月24日，怀特在2010年NBA選秀中以第二輪第6順位被底特律活塞選中，2010年8月，怀特與底特律活塞簽約，隨後代表底特律活塞出戰在拉斯維加斯舉辦的NBA夏季联赛，五場比賽獲得場均9.6分的成績。在選秀會前的體能測試會中，怀特在垂直起跳項目獲得該測試會球員中最佳的成績（40英寸）。然而在底特律活塞第一場季前賽中，怀特右腳第五蹠骨骨折，因此錯過整個2010-11賽季。2011年12月，在NBA封館事件結束後，怀特遭到底特律活塞釋出。隨後他在紐奧良黃蜂征戰季前賽，但依然因為背部傷勢再度被釋出。最後他加入了NBA發展聯盟的愛達荷奔騰，一共出賽了18場比賽，然而背部的疲劳性骨折迫使他缺席2011-12賽季的剩餘賽事。2012年7月，他代表洛杉磯快艇出賽夏季聯賽。
2021年1月3日，韓國籃球聯賽昌原LG獵隼引進怀特臨時頂替卡迪·拉兰纳。1月9日，昌原LG獵隼完成註冊怀特。2月4日，怀特和金時來被昌原LG獵隼交易至首爾三星雷霆，換取甘迺迪·米克斯與李官熙。怀特代表首爾三星雷霆出賽了18場，場均可挹注11.5分。
2022年10月21日，怀特加盟P. LEAGUE+（PLG）新竹街口攻城獅，球隊取中文名為「特壞」。11月13日，怀特PLG初登板15投8中進帳22分、4助攻、2籃板。怀特出賽18場，場均表現為20.4分、7籃板、3.7助攻。

## 外部連結
- 特里科·怀特在fiba.basketball（英语）
- 特里科·怀特在archive.fiba.com（archived）（英语）
- 特里科·怀特在亞得里亞海聯賽（英语）
- 特里科·怀特在土耳其籃球超級聯賽（英语）
- 特里科·怀特在韓國籃球聯賽（英语）
- 特里科·怀特在P. LEAGUE+
- 特里科·怀特在Basketball-Reference.com（NBA）（英语）
- 特里科·怀特在Basketball-Reference.com（NBA G聯盟）（英语）
- 特里科·怀特在Basketball-Reference.com（國際）（英语）
- 特里科·怀特在Sports-Reference.com（NCAA）（英语）
- 特里科·怀特在Eurobasket.com（球員）（英语）
- 特里科·怀特在RealGM（英语）
- 特里科·怀特在Proballers（英语）